# Raymond Chang
Raymond Chang (1939-2017) fue un químico chino. Autor de textos de Química. Su libro de texto más popular se tituló Química, que se publicó hasta la duodécima edición. 

## Biografía
Raymond Chang nació en Hong Kong y creció en Shanghái y Hong Kong, China. Obtuvo el Grado de B.Sc. en Química de la Universidad de Londres, Inglaterra y su Ph.D. en Físicoquímica de la Universidad de Yale. Después de hacer su investigación posdoctoral en la Washington University in St. Louis y enseñar por un año en Hunter College de la Universidad de la Ciudad de New York, se incorporó como Profesor del Departamento de Química de Williams College.
También ha trabajado en el Comité Examinador de la American Chemical Society y en el Comité de Exámenes Graduate Record Examination (GRE).El profesor Chang murió enidge Island , Washington, a la edad de 78 años.

## Obras
Algunos textos suyos han sido traducidos al español como:
- "Química general para bachillerato" Editor McGraw-Hill.
- "Química general" (Universitaria) Editor McGraw-Hill.

Su texto más utilizado se titula Chemistry (Química) y es de amplia difusión en varios idiomas. Se encuentra actualmente en su decimotercera edición de publicación. Se acaba de publicar, en español, la décima quinta edición, en 2025.
- Basic principles of spectroscopy Editor McGraw-Hill, 1971
- The top fifty industrial chemicals Editor Random House, 1988.
- Physical Chemistry for the Chemical and Biological Sciences University Science Books; 3.ª Edición (marzo de 2000) ISBN 1-891389-06-8

Aparte de sus obras dotadas de información sobre la química y biología, también ha publicado algunos libros para niños y adolescentes.
- Datos: Q4170268